# Cantonul Nœux-les-Mines
Cantonul Nœux-les-Mines este un canton din arondismentul Béthune, departamentul Pas-de-Calais, regiunea Nord-Pas-de-Calais, Franța.

## Comune
| Comune          | Populație (1999) | Cod poștal | Cod INSEE |
| --------------- | ---------------- | ---------- | --------- |
| Beuvry          | 9.175            | 62660      | 62126     |
| Labourse        | 2.028            | 62113      | 62480     |
| Nœux-les-Mines  | 11.966           | 62290      | 62617     |
| Sailly-Labourse | 2.013            | 62113      | 62735     |